# UMPlayer
UMPlayer (от Universal Media Player) — кроссплатформенный медиаплеер с открытым исходным кодом, распространяемый по лицензии GNU GPL. Программа написана на C++ с использованием библиотеки Qt 4.7.2
Программа представляет собой графическую надстройку (оболочку) над проигрывателем MPlayer. Является форком проекта SMPlayer с расширенными возможностями.

## Возможности
Большую часть возможностей проигрыватель наследует от MPlayer
- настраиваемые субтитры (шрифт, размер, положение и цвет субтитров)
- регулирование задержки звука и субтитров позволяет синхронизировать звук и субтитры
- переключения видео и звуковых дорожек (как вложенных в файл, так и сторонних)
- видеоэквалайзер — настройка яркости, контрастности, оттенка, насыщенности и гаммы изображения
- расширенное управление с помощью мыши и колеса мыши — перемотка, регулировка громкости, масштабирования и скорости воспроизведения
- воспроизведение на разных скоростях (ускорение и замедление)
- встроенные фильтры (деинтерлейсинг, постобработка, удаление шумов и караоке-фильтр)
- расширенные настройки, такие как выбор демультиплексора или звуковых и видеокодеков
- список воспроизведения позволяет воспроизводить несколько файлов последовательно или в случайном порядке (с возможностью повтора)
- диалог настроек с большим количеством опций
- многоязычный интерфейс с локализациями на более чем 35 языков, в том числе русском
- сохранение определённых опций, уникальных для разных файлов — позиция, громкость, субтитры, выбранные дорожки
- поддержка VDPAU — API от nvidia, позволяющий использовать технологию PureVideo HD в Linux, то есть полностью аппаратное декодирование HD видео с кодеками H.264/X.264 и VC-1 (xvid, divx, wmv)
- поддержка вывода звука через OpenAL
- многопоточное декодирование MPEG 1/2 и H.264
- воспроизведение неполных и поврежденных файлов

### Отличия от SMPlayer
Поскольку проект является потомком SMPlayer, его функциональность практически идентична. Среди новой функциональности следует отметить встроенную поддержку видео с YouTube (поиск, воспроизведение и запись).

## Поддерживаемые форматы
UMPlayer поддерживает многочисленные видео и аудиоформаты, такие как Audio CD, DVD, Video CD, мультимедиа‐файлы в формате AVI, ASF/WMV/WMA, MOV/MP4, RealMedia, Ogg Vorbis, NUT, NSV, VIVO, FLI, NuppelVideo, yuv4mpeg, FILM (.cpk) формат, RoQ, PVA и Matroska, записанные с видеокодеками DivX, MPEG-1, MPEG-2, MPEG-4, Sorenson, WMV, RealVideo, x264 (реализация стандарта H.264) и аудиокодеками MP3, Musepack, Vorbis, RealAudio, AC3/A52 (Dolby Digital), AAC (MPEG-4 аудио), QuickTime, VIVO аудио и WMA, а также многими другими более‐менее распространёнными видео и аудиокодеками. Всего поддерживается более 270 кодеков.

## Обзоры
- David Hayward. HD media players (англ.) // Linux Format : журнал. — 2014. — Iss. 187. — ISSN 1470-4234.
- UMPlayer. // zenway.ru (6 мая 2011). Дата обращения: 21 декабря 2020.